# Marcello Farrabi
Marcello Farabbi est un footballeur français, né le 7 décembre 1949 à Varèse (Italie). 

## Biographie
Il évolue comme arrière-central au CS Sedan Ardennes dans les années 70.
Au total, il dispute 46 matchs en Division 1 et 33 matchs en Division 2.

## Carrière
- 1971-1976 : CS Sedan-Ardennes[1]

### Sources
- Coll., Football 74, Les Cahiers de l'Équipe, 1973, cf. page 93